# Маскали
Маскали (итал. Mascali) — итальянский город (коммуна) на восточном побережье Сицилии, в 26 км к северу от центра провинции — города Катания и в 55 км к югу от Мессины.
Впервые поселение упоминается в 593 году в письме Григория Великого епископу города Таормина. В 1928 году Маскали был практически стёрт с лица земли извержением Этны; после отстроен заново. Окружающие город виноградники засажены сортом нерелло-маскалезе, который назван в честь города Маскали.
Население составляет 12 066 человек (на 2004 г.), плотность населения составляет 299 чел./км². Занимает площадь 37 км². Почтовый индекс — 95016. Телефонный код — 095. Покровителем коммуны почитается святой Леонард Ноблакский, празднование 6 ноября.